# Гросштайнбах
Гросштайнбах (нем. Großsteinbach) — коммуна в Австрии, в федеральной земле Штирия. 
Входит в состав округа Фюрстенфельд.  Население составляет 1382 человека (на 31 декабря 2005 года). Занимает площадь 21,24 км². Плотность населения - 62,9 /км². 
На территории коммуны преобладает морской климат.

## Политическая ситуация
Бургомистр коммуны — Йозеф Рат (АНП) по результатам выборов 2005 года.
Совет представителей коммуны (нем. Gemeinderat) состоит из 15 мест.
- АНП занимает 13 мест.
- СДПА занимает 1 место.
- АПС занимает 1 место.